# Hindola nitida
Hindola nitida är en insektsart som beskrevs av Baker 1927. Hindola nitida ingår i släktet Hindola och familjen Machaerotidae. Inga underarter finns listade i Catalogue of Life.